# Gold Coast Historic District
Pour les articles homonymes, voir Gold Coast (homonymie).
Gold Coast Historic District est un quartier historique de la ville de Chicago (Illinois) situé en bordure du lac Michigan, dans le secteur de Near North Side. Ce quartier historique est connu pour être situé dans l'un des quartiers les plus huppés de la ville, la Gold Coast, qui englobe un vaste secteur géographique de Near North Side. Il abrite de nombreuses maisons d'architecture victorienne, mais aussi des maisons historiques classées à la protection du patrimoine comme la James Charnley House.
Depuis 1978, le Gold Coast Historic District est inscrit sur la liste du Registre national des lieux historiques.

## Géographie
Le quartier est délimité au sud-est par Streeterville, au sud-ouest par Cabrini-Green, au nord par Old Town et Lincoln Park, à l'est par Lake Shore Drive et le lac Michigan, et à l'ouest par le district historique de Old Chicago Water Tower District. La Gold Coast se trouve également à proximité des nombreuses plages de Chicago dont Oak Street Beach, la plus vaste.

## Histoire

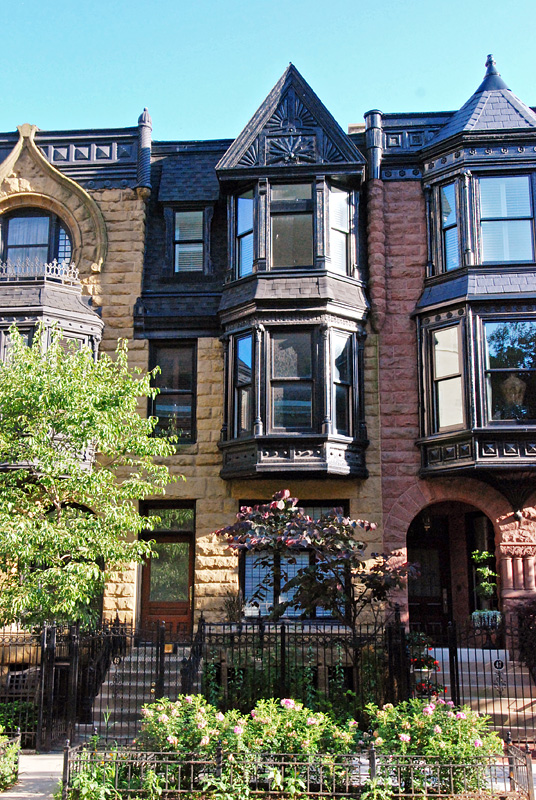
Immeubles sur East Division Street, dans la Gold Coast, de style victorien.

Le quartier de Gold Coast voit le jour au début des années 1870, dans le sillage du Grand incendie de Chicago. En 1882, le millionnaire Potter Palmer déménage sur Prairie Avenue, dans le South Side de la ville. À l'époque l'endroit était une zone marécageuse et devint plus tard Lake Shore Drive. Potter Palmer y construisit la Palmer Mansion. Composée de quarante-deux chambres, cette maison aux allures de château fut conçue par Henry Ives Cobb et Charles S. Frost. D'autres personnalités riches et influentes de Chicago ont suivi Potter Palmer et ont emménagé dans le quartier, qui est devenu l'un des plus riches de Chicago. Peu après la Guerre de Sécession, les habitants fortunés de Chicago s'installent sur Prairie Avenue en raison de sa proximité avec le Loop, situé à moins de 800 mètres, sans qu'ils aient à traverser la rivière Chicago.
À la fin des années 1980, la Gold Coast et le quartier voisin de Streeterville au sud sont devenus le deuxième secteur le plus riche des États-Unis, derrière le quartier d'Upper East Side à New York. Aujourd'hui, le quartier possède une diversité architecturale riche, comprenant ainsi de grandes demeures, des maisons de style architecture victorienne alignées en rangées et bordées d'arbres ainsi que des gratte-ciel qui abritent des appartements de luxe et des lofts.

## Description
La proximité du quartier historique d'East Lake Shore Drive District, certaines parties du nord de Streeterville, ainsi que le Magnificent Mile (Michigan Avenue) près du lac peuvent aussi être considérés comme faisant partie de la Gold Coast (comme la zone autour du célèbre complexe résidentiel Appartements 860 et 880 Lake Shore Drive), même si elle n'est pas techniquement dans la désignation historique. Selon les cartes officielles de la mairie de Chicago, la Gold Coast s'étend jusqu'à l'Université Northwestern (campus de Chicago). 
Le Consulat Général de Pologne à Chicago est situé dans ce quartier, au 1530 North Lake Shore Drive.